# Muharraq (ø)
Muharraq (arabisk: جزيرة المحرق) er den næststørste ø i Bahrain beliggende nordøst for selve øen Bahrain. Den ligger 4 kilometer øst for Bahrains hovedstad Manama på øen Bahrain, som den er forbundet med ved flere broer, nemlig Sheikh Khalifa bin Salman Causeway, Sheikh Isa bin Salman Causeway og Sheikh Hamad Causeway. Bahrains Internationale Lufthavn ligger på øen.
Der ligger flere byer på øen, herunder al-Muharraq, Busaiteen og Galali og landsbyerne Samaheej og Arad. Ved øen er der også en række kunstige øer som øen Amwaj og øen Diyar al-Muharraq. Befolkningstallet på øen er på omkring 110.964 indbyggere og den har et areal på 72 km2
, der vokser på grund af landfyldninger.